# Copa Interclubes de la Uncaf 2005
La Copa Interclubes de la UNCAF 2005 fue la 24.ª edición de la competición y la 7.ª temporada desde que se renombró a Copa Interclubes, organizada por la Unión Centroamericana de Fútbol (UNCAF) y que sirvió de clasificatorio para la Copa de Campeones de la Concacaf 2006. Contó con la participación de 16 equipos de la región, dos más que en la edición anterior y cambió de formato para rondas eliminatorias desde octavos hasta la final.
El club Alajuelense ganó su tercer título al vencer a Olimpia en los penales.

## Cuadro de desarrollo
|  | Octavos de final                                       | Octavos de final                                       | Octavos de final                                       | Octavos de final                                       |   |               | Cuartos de final                                                   | Cuartos de final                                                   | Cuartos de final                                                   | Cuartos de final                                                   |  |               | Semifinales                                          | Semifinales                                          | Semifinales                                          | Semifinales                                          |  |         | Final                                          | Final                                          | Final                                          | Final                                          |  |
|  | 26, 27 y 28 de julio (ida) 2, 3 y 4 de agosto (vuelta) | 26, 27 y 28 de julio (ida) 2, 3 y 4 de agosto (vuelta) | 26, 27 y 28 de julio (ida) 2, 3 y 4 de agosto (vuelta) | 26, 27 y 28 de julio (ida) 2, 3 y 4 de agosto (vuelta) |   |               | 20, 21 y 22 de septiembre (ida) 27, 28 y 29 de septiembre (vuelta) | 20, 21 y 22 de septiembre (ida) 27, 28 y 29 de septiembre (vuelta) | 20, 21 y 22 de septiembre (ida) 27, 28 y 29 de septiembre (vuelta) | 20, 21 y 22 de septiembre (ida) 27, 28 y 29 de septiembre (vuelta) |  |               | 18 y 19 de octubre (ida) 25 y 27 de octubre (vuelta) | 18 y 19 de octubre (ida) 25 y 27 de octubre (vuelta) | 18 y 19 de octubre (ida) 25 y 27 de octubre (vuelta) | 18 y 19 de octubre (ida) 25 y 27 de octubre (vuelta) |  |         | 23 de noviembre (ida) 30 de noviembre (vuelta) | 23 de noviembre (ida) 30 de noviembre (vuelta) | 23 de noviembre (ida) 30 de noviembre (vuelta) | 23 de noviembre (ida) 30 de noviembre (vuelta) |  |
|  |                                                        |                                                        |                                                        |                                                        |   |               |                                                                    |                                                                    |                                                                    |                                                                    |  |               |                                                      |                                                      |                                                      |                                                      |  |         |                                                |                                                |                                                |                                                |  |
|  |                                                        |                                                        |                                                        |                                                        |   |               |                                                                    |                                                                    |                                                                    |                                                                    |  |               |                                                      |                                                      |                                                      |                                                      |  |         |                                                |                                                |                                                |                                                |  |
|  | FAS                                                    | 0                                                      | 0                                                      | 0                                                      |   |               |                                                                    |                                                                    |                                                                    |                                                                    |  |               |                                                      |                                                      |                                                      |                                                      |  |         |                                                |                                                |                                                |                                                |  |
|  | FAS                                                    | 0                                                      | 0                                                      | 0                                                      |   |               |                                                                    |                                                                    |                                                                    |                                                                    |  |               |                                                      |                                                      |                                                      |                                                      |  |         |                                                |                                                |                                                |                                                |  |
|  | Saprissa                                               | 2                                                      | 0                                                      | 2                                                      |   |               |                                                                    |                                                                    |                                                                    |                                                                    |  |               |                                                      |                                                      |                                                      |                                                      |  |         |                                                |                                                |                                                |                                                |  |
|  | Saprissa                                               | 2                                                      | 0                                                      | 2                                                      |   | Saprissa (p.) | 4                                                                  | 0                                                                  | 4 (4)                                                              |                                                                    |  |               |                                                      |                                                      |                                                      |                                                      |  |         |                                                |                                                |                                                |                                                |  |
|  |                                                        |                                                        |                                                        |                                                        |   | Saprissa (p.) | 4                                                                  | 0                                                                  | 4 (4)                                                              |                                                                    |  |               |                                                      |                                                      |                                                      |                                                      |  |         |                                                |                                                |                                                |                                                |  |
|  |                                                        |                                                        | Marathón                                               | 0                                                      | 4 | 4 (3)         |                                                                    |                                                                    |                                                                    |                                                                    |  |               |                                                      |                                                      |                                                      |                                                      |  |         |                                                |                                                |                                                |                                                |  |
|  | Marathón (w/o)                                         | -                                                      | Marathón                                               | 0                                                      | 4 | 4 (3)         | -                                                                  | 3                                                                  |                                                                    |                                                                    |  |               |                                                      |                                                      |                                                      |                                                      |  |         |                                                |                                                |                                                |                                                |  |
|  | Marathón (w/o)                                         | -                                                      |                                                        |                                                        |   |               |                                                                    |                                                                    |                                                                    |                                                                    |  |               |                                                      |                                                      |                                                      |                                                      |  |         |                                                |                                                |                                                |                                                |  |
|  | Parmalat                                               | -                                                      | -                                                      | 0                                                      |   |               |                                                                    |                                                                    |                                                                    |                                                                    |  |               |                                                      |                                                      |                                                      |                                                      |  |         |                                                |                                                |                                                |                                                |  |
|  | Parmalat                                               | -                                                      | -                                                      | 0                                                      |   |               |                                                                    |                                                                    |                                                                    |                                                                    |  | Saprissa      | 1                                                    | 1                                                    | 2                                                    |                                                      |  |         |                                                |                                                |                                                |                                                |  |
|  |                                                        |                                                        |                                                        |                                                        |   |               |                                                                    |                                                                    |                                                                    |                                                                    |  | Saprissa      | 1                                                    | 1                                                    | 2                                                    |                                                      |  |         |                                                |                                                |                                                |                                                |  |
|  |                                                        |                                                        | Olimpia                                                | 3                                                      | 1 | 4             |                                                                    |                                                                    |                                                                    |                                                                    |  |               |                                                      |                                                      |                                                      |                                                      |  |         |                                                |                                                |                                                |                                                |  |
|  | Suchitepéquez                                          | 2                                                      | Olimpia                                                | 3                                                      | 1 | 4             | 2                                                                  | 4                                                                  |                                                                    |                                                                    |  |               |                                                      |                                                      |                                                      |                                                      |  |         |                                                |                                                |                                                |                                                |  |
|  | Suchitepéquez                                          | 2                                                      |                                                        |                                                        |   |               |                                                                    |                                                                    |                                                                    |                                                                    |  |               |                                                      |                                                      |                                                      |                                                      |  |         |                                                |                                                |                                                |                                                |  |
|  | Diriangén                                              | 2                                                      | 0                                                      | 2                                                      |   |               |                                                                    |                                                                    |                                                                    |                                                                    |  |               |                                                      |                                                      |                                                      |                                                      |  |         |                                                |                                                |                                                |                                                |  |
|  | Diriangén                                              | 2                                                      | 0                                                      | 2                                                      |   | Suchitepéquez | 1                                                                  | 0                                                                  | 1                                                                  |                                                                    |  |               |                                                      |                                                      |                                                      |                                                      |  |         |                                                |                                                |                                                |                                                |  |
|  |                                                        |                                                        |                                                        |                                                        |   | Suchitepéquez | 1                                                                  | 0                                                                  | 1                                                                  |                                                                    |  |               |                                                      |                                                      |                                                      |                                                      |  |         |                                                |                                                |                                                |                                                |  |
|  |                                                        |                                                        | Olimpia                                                | 4                                                      | 4 | 8             |                                                                    |                                                                    |                                                                    |                                                                    |  |               |                                                      |                                                      |                                                      |                                                      |  |         |                                                |                                                |                                                |                                                |  |
|  | Olimpia                                                | 3                                                      | Olimpia                                                | 4                                                      | 4 | 8             | 1                                                                  | 4                                                                  |                                                                    |                                                                    |  |               |                                                      |                                                      |                                                      |                                                      |  |         |                                                |                                                |                                                |                                                |  |
|  | Olimpia                                                | 3                                                      |                                                        |                                                        |   |               |                                                                    |                                                                    |                                                                    |                                                                    |  |               |                                                      |                                                      |                                                      |                                                      |  |         |                                                |                                                |                                                |                                                |  |
|  | Eagles                                                 | 0                                                      | 0                                                      | 0                                                      |   |               |                                                                    |                                                                    |                                                                    |                                                                    |  |               |                                                      |                                                      |                                                      |                                                      |  |         |                                                |                                                |                                                |                                                |  |
|  | Eagles                                                 | 0                                                      | 0                                                      | 0                                                      |   |               |                                                                    |                                                                    |                                                                    |                                                                    |  |               |                                                      |                                                      |                                                      |                                                      |  | Olimpia | 0                                              | 1                                              | 1 (2)                                          |                                                |  |
|  |                                                        |                                                        |                                                        |                                                        |   |               |                                                                    |                                                                    |                                                                    |                                                                    |  |               |                                                      |                                                      |                                                      |                                                      |  | Olimpia | 0                                              | 1                                              | 1 (2)                                          |                                                |  |
|  |                                                        |                                                        | Alajuelense (p.)                                       | 1                                                      | 0 | 1 (4)         |                                                                    |                                                                    |                                                                    |                                                                    |  |               |                                                      |                                                      |                                                      |                                                      |  |         |                                                |                                                |                                                |                                                |  |
|  | San Francisco                                          | 0                                                      | Alajuelense (p.)                                       | 1                                                      | 0 | 1 (4)         | 1                                                                  | 1                                                                  |                                                                    |                                                                    |  |               |                                                      |                                                      |                                                      |                                                      |  |         |                                                |                                                |                                                |                                                |  |
|  | San Francisco                                          | 0                                                      |                                                        |                                                        |   |               |                                                                    |                                                                    |                                                                    |                                                                    |  |               |                                                      |                                                      |                                                      |                                                      |  |         |                                                |                                                |                                                |                                                |  |
|  | Pérez Zeledón                                          | 0                                                      | 3                                                      | 3                                                      |   |               |                                                                    |                                                                    |                                                                    |                                                                    |  |               |                                                      |                                                      |                                                      |                                                      |  |         |                                                |                                                |                                                |                                                |  |
|  | Pérez Zeledón                                          | 0                                                      | 3                                                      | 3                                                      |   | Pérez Zeledón | 4                                                                  | 2                                                                  | 6                                                                  |                                                                    |  |               |                                                      |                                                      |                                                      |                                                      |  |         |                                                |                                                |                                                |                                                |  |
|  |                                                        |                                                        |                                                        |                                                        |   | Pérez Zeledón | 4                                                                  | 2                                                                  | 6                                                                  |                                                                    |  |               |                                                      |                                                      |                                                      |                                                      |  |         |                                                |                                                |                                                |                                                |  |
|  |                                                        |                                                        | Luis Ángel Firpo                                       | 0                                                      | 2 | 2             |                                                                    |                                                                    |                                                                    |                                                                    |  |               |                                                      |                                                      |                                                      |                                                      |  |         |                                                |                                                |                                                |                                                |  |
|  | Luis Ángel Firpo                                       | 4                                                      | Luis Ángel Firpo                                       | 0                                                      | 2 | 2             | 2                                                                  | 6                                                                  |                                                                    |                                                                    |  |               |                                                      |                                                      |                                                      |                                                      |  |         |                                                |                                                |                                                |                                                |  |
|  | Luis Ángel Firpo                                       | 4                                                      |                                                        |                                                        |   |               |                                                                    |                                                                    |                                                                    |                                                                    |  |               |                                                      |                                                      |                                                      |                                                      |  |         |                                                |                                                |                                                |                                                |  |
|  | Comunicaciones                                         | 2                                                      | 2                                                      | 4                                                      |   |               |                                                                    |                                                                    |                                                                    |                                                                    |  |               |                                                      |                                                      |                                                      |                                                      |  |         |                                                |                                                |                                                |                                                |  |
|  | Comunicaciones                                         | 2                                                      | 2                                                      | 4                                                      |   |               |                                                                    |                                                                    |                                                                    |                                                                    |  | Pérez Zeledón | 1                                                    | 0                                                    | 1                                                    |                                                      |  |         |                                                |                                                |                                                |                                                |  |
|  |                                                        |                                                        |                                                        |                                                        |   |               |                                                                    |                                                                    |                                                                    |                                                                    |  | Pérez Zeledón | 1                                                    | 0                                                    | 1                                                    |                                                      |  |         |                                                |                                                |                                                |                                                |  |
|  |                                                        |                                                        | Alajuelense                                            | 0                                                      | 3 | 3             |                                                                    |                                                                    |                                                                    |                                                                    |  |               |                                                      |                                                      |                                                      |                                                      |  |         |                                                |                                                |                                                |                                                |  |
|  | Placencia Pirates                                      | 1                                                      | Alajuelense                                            | 0                                                      | 3 | 3             | 0                                                                  | 1                                                                  |                                                                    |                                                                    |  |               |                                                      |                                                      |                                                      |                                                      |  |         |                                                |                                                |                                                |                                                |  |
|  | Placencia Pirates                                      | 1                                                      |                                                        |                                                        |   |               |                                                                    |                                                                    |                                                                    |                                                                    |  |               |                                                      |                                                      |                                                      |                                                      |  |         |                                                |                                                |                                                |                                                |  |
|  | Alajuelense                                            | 4                                                      | 6                                                      | 10                                                     |   |               |                                                                    |                                                                    |                                                                    |                                                                    |  |               |                                                      |                                                      |                                                      |                                                      |  |         |                                                |                                                |                                                |                                                |  |
|  | Alajuelense                                            | 4                                                      | 6                                                      | 10                                                     |   | Alajuelense   | 5                                                                  | 0                                                                  | 5                                                                  |                                                                    |  |               |                                                      |                                                      |                                                      |                                                      |  |         |                                                |                                                |                                                |                                                |  |
|  |                                                        |                                                        |                                                        |                                                        |   | Alajuelense   | 5                                                                  | 0                                                                  | 5                                                                  |                                                                    |  |               |                                                      |                                                      |                                                      |                                                      |  |         |                                                |                                                |                                                |                                                |  |
|  |                                                        |                                                        | Municipal                                              | 2                                                      | 1 | 3             |                                                                    |                                                                    |                                                                    |                                                                    |  |               |                                                      |                                                      |                                                      |                                                      |  |         |                                                |                                                |                                                |                                                |  |
|  | Árabe Unido                                            | 0                                                      | Municipal                                              | 2                                                      | 1 | 3             | 1                                                                  | 1                                                                  |                                                                    |                                                                    |  |               |                                                      |                                                      |                                                      |                                                      |  |         |                                                |                                                |                                                |                                                |  |
|  | Árabe Unido                                            | 0                                                      |                                                        |                                                        |   |               |                                                                    |                                                                    |                                                                    |                                                                    |  |               |                                                      |                                                      |                                                      |                                                      |  |         |                                                |                                                |                                                |                                                |  |
|  | Municipal                                              | 0                                                      | 4                                                      | 4                                                      |   |               |                                                                    |                                                                    |                                                                    |                                                                    |  |               |                                                      |                                                      |                                                      |                                                      |  |         |                                                |                                                |                                                |                                                |  |
|  | Municipal                                              | 0                                                      | 4                                                      | 4                                                      |   |               |                                                                    |                                                                    |                                                                    |                                                                    |  |               |                                                      |                                                      |                                                      |                                                      |  |         |                                                |                                                |                                                |                                                |  |
|  |                                                        |                                                        |                                                        |                                                        |   |               |                                                                    |                                                                    |                                                                    |                                                                    |  |               |                                                      |                                                      |                                                      |                                                      |  |         |                                                |                                                |                                                |                                                |  |

### Octavos de final

#### Saprissa - FAS
| 26 de julio de 2005 | FAS | 0:2 (0:0) | Saprissa                              | Estadio Óscar Quiteño, Santa Ana |  |
|                     |     | Reporte   | Álvaro Saborío 49' · Alonso Solís 74' |                                  |  |

| 3 de agosto de 2005 | Saprissa | 3:2 (Global 5:2) | FAS | Estadio Ricardo Saprissa Aymá, San José |  |
|                     |          | Reporte          |     |                                         |  |

#### Parmalat - Marathón
| 26 de julio de 2005      | Marathón | 3:0 w/o | Parmalat | Estadio Francisco Morazán, San Pedro Sula |  |
| Parmalat no se presentó. |          |         |          |                                           |  |

#### Diriangén - Suchitepéquez
| 27 de julio de 2005 | Suchitepéquez                                  | 2:2 (1:0) | Diriangén                | Estadio Carlos Salazar Hijo, Mazatenango |  |
|                     | César Trujillo 20' (pen.) · Ronaldo Loaiza 46' |           | Emilio Palacios 69', 82' |                                          |  |

| 3 de agosto de 2005 | Diriangén | 0:2 (0:1) (Global 2:4) | Suchitepéquez            | Estadio Cacique Diriangén, Diriamba |  |
|                     |           |                        | Edwin Villatoro 13', 56' |                                     |  |

#### Pérez Zeledón - San Francisco
| 27 de julio de 2005 | San Francisco | 0:0     | Pérez Zeledón | Estadio Agustín Muquita Sánchez, La Chorrera |  |
|                     |               | Reporte |               |                                              |  |

| 4 de agosto de 2005 | Pérez Zeledón                                   | 3:1 (1:0) (Global 3:1) | San Francisco     | Estadio Municipal, San Isidro de El General |  |
|                     | Luis Lara 45' (pen.) · Bill González 58', 90+3' | Reporte                | Rodrigo Tello 56' |                                             |  |

#### Eagles - Olimpia
| 27 de julio de 2005 | Olimpia                                                                  | 3:0 (1:0) | Eagles | Estadio Nacional de Tegucigalpa, Tegucigalpa |                                |
|                     | Danilo Javier Tosello 12' · Everaldo Ferreira 59' · Wilmer Velásquez 70' |           |        | Asistencia: 2,103 espectadores               | Asistencia: 2,103 espectadores |

| 4 de agosto de 2005 | Eagles | 0:1 (Global 0:4) | Olimpia         | People's Stadium, Ciudad de Belice |  |
|                     |        |                  | Maynor Figueroa |                                    |  |

#### Comunicaciones - Luis Ángel Firpo
| 28 de julio de 2005 | Luis Ángel Firpo                                                       | 4:2 (2:1) | Comunicaciones                         | Estadio Sergio Torres, Usulután |  |
|                     | Adonai Martínez 30' · José Manuel Martínez 35', 90' · Julio Castro 74' |           | Carlos Pavón 32' · Rolando Fonseca 46' |                                 |  |

| 2 de agosto de 2005 | Comunicaciones                         | 2:2 (1:0) (Global 4:6) | Luis Ángel Firpo                             | Estadio Cementos Progreso, Ciudad de Guatemala |  |
|                     | Carlos Pavón 20' · Rolando Fonseca 56' |                        | José Manuel Martínez 53' · José Martínez 81' |                                                |  |

#### Alajuelense - Placencia Pirates
| 28 de julio de 2005 | Placencia Pirates   | 1:4 (1:3) | Alajuelense                                                                                 | Placencia Football Field, Placencia |  |
|                     | Gilmore Palacio 30' | Reporte   | Wilmer López 12' · Minor Díaz 35' · Carlos Hernández Valverde 39' (pen.) · Bryan Ruiz 90+1' |                                     |  |

| 2 de agosto de 2005 | Alajuelense | 6:0 (0:0) (Global 10:1) | Placencia Pirates | Estadio Alejandro Morera Soto, Alajuela |  |
|                     | Bernal Lenárez 52' (a.g.) · Froylán Ledezma 61' 90' (pen.) · Erick Jiménez 69' · Michael Rodríguez 77' · Erick Scott 86' | Reporte                 |                   |                                         |  |

#### Municipal - Árabe Unido
| 28 de julio de 2005 | Árabe Unido | 0:0 | Municipal | Estadio Armando Dely Valdés, Colón |  |

| 4 de agosto de 2005 | Municipal                                                           | 4:1 (3:1) (Global 4:1) | Árabe Unido       | Estadio Mateo Flores, Ciudad de Guatemala |  |
|                     | Carlos Figueroa 21' · Juan Carlos Plata 30', 45' · Fredy García 36' |                        | Gustavo Ávila 35' |                                           |  |

### Cuartos de final

#### Marathón - Saprissa
| 20 de septiembre de 2005 | Saprissa                                                       | 4:0 (2:0) | Marathón | Estadio Ricardo Saprissa Aymá, San José |  |
|                          | Andrés Núñez 6' · Rónald Gómez 45', 86' · Randall Azofeifa 83' | Reporte   |          |                                         |  |

| 28 de septiembre de 2005 | Marathón                                         | 4:0 (3:0) (3:4 p.)(Global 4:4) | Saprissa | Estadio Francisco Morazán, San Pedro Sula |  |
|                          | Pompilio Cacho 9', 12', 26' · Darwin Pacheco 60' | Reporte                        |          |                                           |  |

#### Luis Ángel Firpo - Pérez Zeledón
| 21 de septiembre de 2005 | Pérez Zeledón                                                                  | 4:0 (1:0) | Luis Ángel Firpo | Estadio Municipal Pérez Zeledón, San Isidro de El General |  |
|                          | Luis Lara 37' · Ricardo Steer 51' · Windell Gabriels 65' · Bill González 90+1' | Reporte   |                  |                                                           |  |

| 27 de septiembre de 2005 | Luis Ángel Firpo                           | 2:2 (2:0) (Global 2:6) | Pérez Zeledón                        | Estadio Sergio Torres, Usulután |  |
|                          | José Martínez 22' · Víctor Hugo Merino 42' | Reporte                | Luis Lara 48' · Windell Gabriels 81' |                                 |  |

#### Olimpia - Suchitepéquez
| 21 de septiembre de 2005 | Suchitepéquez             | 1:4 (0:2) | Olimpia                                                                                    | Estadio Carlos Salazar Hijo, Mazatenango |  |
|                          | César Trujillo 78' (pen.) |           | Wilson Palacios 15' · Danilo Turcios 26' · Everaldo Ferreira 46' · Juan Manuel Cárcamo 88' |                                          |  |

| 29 de septiembre de 2005 | Olimpia                                                           | 4:0 (1:0) (Global 8:1) | Suchitepéquez | Estadio Nacional de Tegucigalpa, Tegucigalpa |  |
|                          | Luciano Emilio 42', 49' · Wilmer Velásquez 86' · Rony Morales 90' |                        |               |                                              |  |

#### Municipal - Alajuelense
| 22 de septiembre de 2005 | Alajuelense                                                                               | 5:2 (2:0) | Municipal                                | Estadio Alejandro Morera Soto, Alajuela |  |
|                          | Josimar Arias 1' · Minor Díaz 12' · Pablo Gabas 60' · Froylán Ledezma 69' · Roy Myrie 72' | Reporte   | Juan Carlos Plata 46' · Henry Medina 63' |                                         |  |

| 28 de septiembre de 2005 | Municipal          | 2:3 (1:0) (Global 4:8) | Alajuelense | Estadio Mateo Flores, Ciudad de Guatemala |  |
|                          | Selvin Ponciano 2' | Reporte                |             |                                           |  |

### Semifinales

#### Olimpia - Saprissa
| 18 de octubre de 2005 | Saprissa         | 1:3 (0:2) | Olimpia                                                                 | Estadio Ricardo Saprissa Aymá, San José |  |
|                       | Allan Alemán 75' | Reporte   | Everaldo Ferreira 27' · Maynor Figueroa 38' · Luciano Emilio 87' (pen.) |                                         |  |

| 27 de octubre de 2005 | Olimpia               | 1:1 (0:1) (Global 4:2) | Saprissa        | Estadio Nacional de Tegucigalpa, Tegucigalpa |  |
|                       | Everaldo Ferreira 60' | Reporte                | Rónald Gómez 5' |                                              |  |

#### Alajuelense - Pérez Zeledón
| 19 de octubre de 2005 | Pérez Zeledón     | 1:0 (1:0) | Alajuelense | Estadio Municipal Pérez Zeledón, San Isidro de El General |  |
|                       | Ricardo Steer 27' | Reporte   |             |                                                           |  |

| 25 de octubre de 2005 | Alajuelense                                                      | 3:0 (1:0) (Global 3:1) | Pérez Zeledón | Estadio Alejandro Morera Soto, Alajuela |  |
|                       | Minor Díaz 9' · Wilmer López 66' · Carlos Hernández Valverde 77' | Reporte                |               |                                         |  |

### Tercer lugar

#### Pérez Zeledón - Saprissa
| 22 de noviembre de 2005 | Saprissa                                 | 2:0 (1:0) | Pérez Zeledón | Estadio Ricardo Saprissa Aymá, San José |  |
|                         | Ronald González 16' · Álvaro Saborío 83' | Reporte   |               |                                         |  |

| 29 de noviembre de 2005 | Pérez Zeledón                     | 2:0 (1:0) (3:5 p.)(Global 2:2) | Saprissa | Estadio Municipal Pérez Zeledón, San Isidro de El General |  |
|                         | Luis Lara 32' · Diego Quesada 55' | Reporte                        |          |                                                           |  |

### Final

#### Alajuelense - Olimpia
| 23 de noviembre de 2005 | Olimpia | 0:1 (0:1) | Alajuelense     | Estadio Nacional de Tegucigalpa, Tegucigalpa |  |
|                         |         | Reporte   | Pablo Gabas 16' |                                              |  |

| 30 de noviembre de 2005 | Alajuelense | 0:1 (0:1) (4:2 p.)(Global 1:1) | Olimpia            | Estadio Alejandro Morera Soto, Alajuela |  |
|                         |             | Reporte                        | Luciano Emilio 35' |                                         |  |

|                                       |
| Bandera de Costa Rica                 |
| Campeón L. D. Alajuelense 3.er título |